# Kościół Matki Bożej Bolesnej w Gierczycach
Kościół Matki Bożej Bolesnej w Gierczycach – rzymskokatolicki kościół parafialny znajdujący się w Gierczycach w powiecie bocheńskim województwa małopolskiego.

## Historia kościoła
Życie duszpasterskie w Gierczycach koncentrowało się wokół tymczasowej kaplicy, która była wynikiem rozbudowy zakupionego w roku 1972 od Czesława Gajka dworu z ok. 1880 roku. W 2003 rozpoczęto budowę nowego kościoła według projektu architekta Jerzego Skórki. Budową kierował mgr inż. Wiesław Wójcik, a nadzorował budowę mgr inż. Jacek Kuźniewski. Wmurowania i poświęcenia kamienia węgielnego dokonał 11 lipca 2004 biskup tarnowski Wiktor Skworc. Budowę zwieńczyło poświęcenie kościoła 14 września 2008 r. przez biskupa Władysława Bobowskiego. Wyposażenie wnętrza kościoła tworzą obrazy z XIX w., przeniesione z używanej kaplicy. 11 września 2016 biskup tarnowski Andrzej Jeż dokonał konsekracji kościoła.
Ołtarz w kaplicy był neobarokowy, drewniany, wykonany przez prywatnego artystę w Krakowie ok. 1905–1907. Obraz Matki Bożej Bolesnej – 7 boleści, namalowany został na płótnie ok. 1905–1906 w Krakowie przez nieznanego artystę.